# تیکون اولام
تیکون اولام(به انگلیسی: Tikun Olam) عنوان وبلاگی است که معمولاً اطلاعات دست اولی از سازمانهای امنیتی اسرائیل منتشر می‌کند.
وبلاگ در سال ۲۰۰۳ توسط وبلاگ‌نویس آمریکایی ریچارد سیلورستاین راه اندازی شده‌است.
هفته نامه اشپیگل این وبلاگ را دارای اطلاعات بسیار خوب از دستگاه های امنیتی اسرائیل ارزیابی کرده است و به اطلاعات این وبلاگ پیرامون ترور مصطفی احمدی روشن استناد کرده است.
این وبلاگ از سوی یوسی ملمن مورد انتقاد قرار گرفته است.

## موضوعات برجسته

### ناپدید شدن علیرضا عسگری
در دسامبر ۲۰۱۰، سیلورستاین در وبلاگ خود به یک فرد ناشناس که در زندان اسرائیل درگذشت اشاره کرد. او نوشت بر اساس منابع دست اولی که در اختیار دارد، زندانی X ، علیرضا عسگری، معاون وزیر دفاع سابق ایران است که در سال ۲۰۰۷ در ترکیه ناپدید شد. انتشار این مطلب، موجب شد مقامات ایرانی از سازمان ملل متحد تقاضا کنند به اتهام اسرائیل مبنی بر دست داشتن در ربایش عسگری رسیدگی کنند. تاکنون مدرکی دال بر درستی این ادعا به دست نیامده‌است. ملمن، گزارشگر هاآرتص نوشت انتشار خبر بدون منبع عملی غیرمسئولانه بوده و موجب به وجود آمدن بحرانی کوچک در روابط ایران و اسرائیل شده‌است. او مدعی شد که به سیلورستاین اطلاع داده که خبر نادرست است با این حال او این مطلب را در وبلاگش منتشر کرد. او گفت: «سیلورستاین گمانه‌زنی می‌کند، مثل قمار در کازینو: گاهی درست در می‌آید و گاهی نه.» 

### عانات کام
این وبلاگ بعنوان اولین منبعی که حکم دادگاه اسرائیل پیرامون محکومیت سرباز سابق ارتش اسرائیل عانات کام را اعلام کرد ارزیابی شده است.عانات کام مقدار زیادی از اطلاعات ارتش اسرائیل را در اختیار روزنامه هاآرتص گذارده بود. 

### ترور مصطفی احمدی روشن
پس از ترور مصطفی احمدی روشن، خبرگزاری فارس به نقل از این وبلاگ نوشت که این ترور حاصل همکاری موساد و سازمان مجاهدین خلق ایران بوده‌است.